# بخش مرکزی شهرستان خداآفرین
بخش مرکزی شهرستان خداآفرین یکی از بخش‌های استان آذربایجان شرقی است که در شهرستان خداآفرین واقع شده‌است.